# İlkin Aydın
İlkin Aydın, född 5 januari 2000 i Ankara, Turkiet, är en volleybollspelare (spiker).
Hon spelar sedan 2017 för Galatasaray SK. Tidigare har hon spelat för İlbank SK (2015-2016) och TVF Spor Lisesi (2016-2017) Hon var med i Turkiets landslag som tog brons vid EM 2021 och guld vid EM 2023.